# Dicranella eustegia
Dicranella eustegia är en bladmossart som beskrevs av Bescherelle 1887. Dicranella eustegia ingår i släktet jordmossor, och familjen Dicranaceae. Inga underarter finns listade i Catalogue of Life.